# Ligne 12 du tramway de Budapest
Pour les articles homonymes, voir Ligne 12.
La ligne 12 du tramway de Budapest (en hongrois : budapesti 12-es jelzésű villamosvonal) circule entre Angyalföld kocsiszín et Rákospalota, Kossuth utca, en périphérie de Budapest. Elle dessert les quartiers d'Újpest et Rákospalota, ainsi que les gares d'Angyalföld et de Rákospalota-Újpest.

## Tracé et stations

### Liste des stations
|  |   |  | Station                                  | Correspondances                                    | Arrondissement | Quartier    | Desserte                |
|  | - |  | ---------------------------------------- | -------------------------------------------------- | -------------- | ----------- | ----------------------- |
|  | o |  | Angyalföld kocsiszín Gare MÁV            | 14 20E 30 30A 230 2                                | 4e arr.        | Újpest      |                         |
|  | • |  | Tél utca / Pozsonyi utca                 | 14 20E 25 30 30A 120 121 230                       | 4e arr.        | Újpest      |                         |
|  | o |  | Újpest-Központ M                         | 14 25 30 30A 104 104A 120 147 170 196 196A 204 230 | 4e arr.        | Újpest      | Hôtel de ville d'Újpest |
|  | • |  | Szent István tér (Újpesti piac)          | 14 147                                             | 4e arr.        | Újpest      |                         |
|  | • |  | Kiss Ernő utca                           | 14 220                                             | 4e arr.        | Újpest      |                         |
|  | • |  | Újpesti rendelőintézet                   | 14 20E 96 220                                      | 4e arr.        | Újpest      |                         |
|  | • |  | Szülőotthon                              | 14 96                                              | 4e arr.        | Újpest      |                         |
|  | o |  | Rákospalota-Újpest vasútállomás Gare MÁV | 14 96 121 70 71                                    | 4e arr.        | Újpest      |                         |
|  | • |  | Géza fejedelem tér                       |                                                    | 15e arr.       | Rákospalota |                         |
|  | • |  | Dal utca <<<                             |                                                    | 15e arr.       | Rákospalota |                         |
|  | • |  | Fő út >>>                                |                                                    | 15e arr.       | Rákospalota |                         |
|  | • |  | Rákospalota, Kossuth utca                | 5 104 104A 125 170 204 224 231                     | 15e arr.       | Rákospalota |                         |